# 穆罕默德·厄扎尔
穆罕默德·厄扎尔（土耳其語：Mehmet Özal，1978年10月31日—），土耳其男子摔跤运动员。他曾代表土耳其参加2004年和2008年夏季奥林匹克运动会摔跤比赛，其中2004年奥运会获得一枚铜牌。